# Wyniki surowe
Wyniki surowe (ang. raw scores) – wyniki w formie oryginalnej, a więc dane, które nie zostały w żaden sposób przekształcone. Jest to pojęcie z zakresu statystyki i analizy danych.